# Puuluup
Puuluup is een Estisch muzikaal duo.

## Biografie
Puuluup werd in 2018 opgericht en bestaat uit Ramo Teder en Marko Veisson. Beide musici zingen en bespelen de talharpa, een traditionele lier. Ze combineren dit met elektronica. Zelf omschrijven ze hun muziekstijl als 'zombie folk'. Ze gaven optredens op internationale festivals zoals ESNS en Womex.
Begin 2024 nam Puuluup samen met 5miinust deel aan Eesti Laul, de Estische preselectie voor het Eurovisiesongfestival. Met het nummer (Nendest) narkootikumidest ei tea me (küll) midagi won het gezelschap de finale, waardoor het Estland mocht vertegenwoordigen op het Eurovisiesongfestival 2024 in Malmö, Zweden. In de tweede halve finale werd de act zesde en in de finale twintigste. Daarnaast brachten Puuluup en 5miinust in 2024 samen een album uit met de titel kannatused ehk külakiigel pole stopperit.